# 萨尔通
萨尔通（法語：Sarton，法語發音：[saʁtɔ̃]）是法国上法蘭西大區加来海峡省的一个市镇，属于阿拉斯区。

## 地理
萨尔通（50°7'15"N, 2°25'58"E）面积6.6 平方千米，位于法国上法蘭西大區加来海峡省，该省份为法国北部沿海省份，西北濒北海，南至索姆省，东临北部省。
与萨尔通接壤的市镇（或旧市镇、城区）包括：蒂耶夫尔、奥维尔、博凯讷、马里约、蒂耶夫尔。

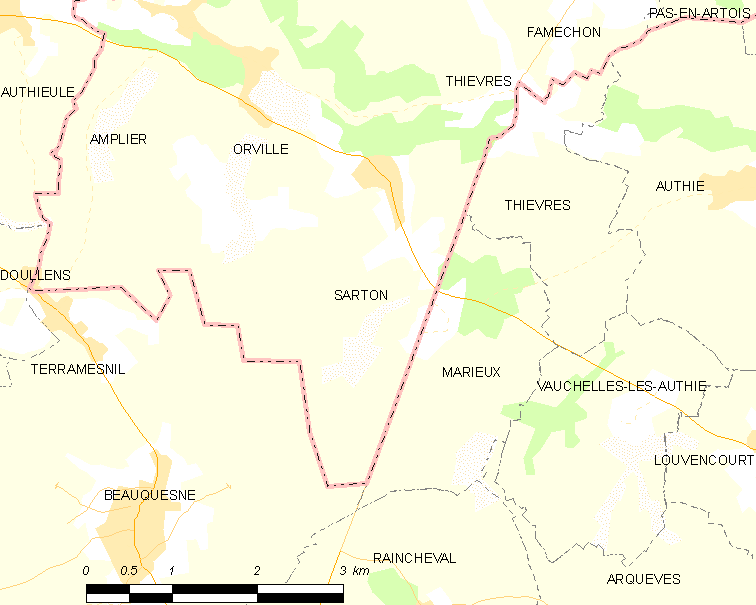
萨尔通的OSM定位图

萨尔通的时区为UTC+01:00、UTC+02:00（夏令时）。

## 行政
萨尔通的邮政编码为62760，INSEE市镇编码为62779。

## 政治
萨尔通所属的省级选区为阿韦讷勒孔特县。

## 人口

1962-2008年间萨尔通人口变化图示

萨尔通于2022年1月1日时的人口数量为187人。